# 김영훈 (1945년)
김영훈(金榮訓, 1945년 2월 12일 ~ 2018년 2월 27일, 제주특별자치도 제주시)은 대한민국의 정치인으로 제22·23대 제주특별자치도 제주시장을 역임하였고, 제4·5·6·7대 제주도의원이다.

## 학력
- 1957 제주북국민학교 졸업
- 1960 제주중학교 졸업
- 1963 제주상업고등학교 졸업
- 1967 제주대학교 국어국문학과 학사 졸업

### 비학위 수료
- 1975 제주대학교 행정대학원 행정학 석사 졸업

## 경력
- 1971 제주신문 기자
- 1971 제주신문 체육부 차장
- 1987 제주도 제1지구 의료보험조합 대표이사
- 1991.06 ~ 1995.06 제4대 제주도의회 의원
- 1995.07 ~ 1998.06 제5대 제주도의회 의원
- 1998.07 ~ 2002.06 제6대 제주도의회 의원
- 1998.07 ~ 2000.06 제6대 제주도의회 전반기 부의장
- 2002.07 ~ 2004.05 제7대 제주도의회 의원
- 2002.07 ~ 2004.05 제7대 제주도의회 전반기 의장
- 2004.06 ~ 2006.05 제22대 제주도 제주시장
- 2006.07 ~ 2008.06 제23대 제주특별자치도 제주시장
- 2012.01 ~ 2013.12 제3대 제주4.3평화재단 이사장

## 역대 선거 결과
| 선거명          | 직책명                       | 대수            | 정당       | 득표율   | 득표수   | 결과 | 당락                    |
| --------------- | ---------------------------- | --------------- | ---------- | -------- | -------- | ---- | ----------------------- |
| 6·20 지방 선거  | 제주도의원(제주시 제5선거구) | 4대             | 민주자유당 | 39.8%    | 5,458표  | 1위  | 제주특별자치도의원 당선 |
| 제1회 지방 선거 | 제주도의원(제주시 제5선거구) | 5대 (민선 1기)  | 민주자유당 | 단독후보 | 무투표   | 1위  | 제주특별자치도의원 당선 |
| 제2회 지방 선거 | 제주도의원(제주시 제4선거구) | 6대 (민선 2기)  | 한나라당   | 56.34%   | 10,751표 | 1위  | 제주특별자치도의원 당선 |
| 제3회 지방 선거 | 제주도의원(제주시 제4선거구) | 7대 (민선 3기)  | 한나라당   | 55.66%   | 10,678표 | 1위  | 제주특별자치도의원 당선 |
| 6·5 재보궐선거  | 제주도 제주시장              | 22대 (민선 3기) | 한나라당   | 46.7%    | 45,757표 | 1위  | 제주도 제주시장 당선    |

| 전임 김태환 (권한대행)김영준 | 제22대 제주도 제주시장(민선) 2004년 6월 6일 ~ 2006년 5월 15일 | 후임 (권한대행)이상호 |

| 전임 (권한대행)이상호 (북제주군 권한대행)현한수 | 제23대 제주특별자치도 제주시장(관선) 2006년 7월 1일 ~ 2008년 6월 30일 | 후임 강택상 |